# Abel Alarcón
Abel Alarcón va ser un intel·lectual i polític bolivià, la vida del qual va transcórrer al seu país i a l'estranger, producte de la inestabilitat institucional.
Graduat en Dret per la Universitat de la Paz el 1903, va impartir classes de castellà i literatura en aquesta llengua en universitats i instituts de Bolívia, Xile (1920 a 1922, amb motiu de la revolució) i Estats Units.
Va ser Senador, va dirigir la Biblioteca i l'Arxiu nacionals. Va ser secretari de l'Acadèmia Boliviana de la Llengua (secció castellà)
i secretari general de la Universitat de la Pau, a més d'oficial major d'instrucció pública.
Va publicar obres de tota classe: novel·la, poesia, assaig, articles en la premsa, traduccions, etc.

## Obra
- Pupilas y cabelleras (1904).
- De mi tierra y de mi alma (1906).
- El imperio del Sol: canto a la confraternidad de Hispanoamérica y homenaje al pueblo de La Paz en el centenario de la independencia (1910).
- En la corte de Yahuar Huácac (1915).
- California la bella (1926).
- Relicario (1936).
- Era una vez (1935).
- Cuentos del viejo Alto Perú (1936).
- A los genios del Siglo de Oro (1948).